# Wafa Cherni
Wafa Cherni – tunezyjska zapaśniczka walcząca w stylu wolnym. Srebrna medalistka mistrzostw Afryki w 2011 i 2012. Druga na mistrzostwach juniorów w 2009 roku.